# Casole (San Marino)
Casole è una curazia (frazione) del castello di Città di San Marino nella Repubblica di San Marino.

## Storia
Alla fine dell'Ottocento a Casole fu ritrovata un'ascia bronzea risalente all'età del bronzo (2.000 a.C.): è questo uno dei reperti più antichi ritrovati in Repubblica. Vennero inoltre ritrovati anche numerosi vasi risalenti all'epoca etrusca.
Riconosciuta tra i territori di San Marino già nel placito Faretrano del 885, risulta tuttavia acquistata da San Marino e dal vescovo di Montefeltro nel 1253, mentre verrà definitivamente riconosciuta al comune del Titano nel 1463.